# (100781) 1998 FX56
(100781) 1998 FX56 es un asteroide perteneciente al cinturón de asteroides descubierto el 20 de marzo de 1998 por el equipo del Lincoln Near-Earth Asteroid Research desde el Laboratorio Lincoln, Socorro, Nuevo México, Estados Unidos.

## Designación y nombre
Designado provisionalmente como 1998 FX56.

## Características orbitales
1998 FX56 está situado a una distancia media del Sol de 2,785 ua, pudiendo alejarse hasta 3,638 ua y acercarse hasta 1,932 ua. Su excentricidad es 0,306 y la inclinación orbital 4,283 grados. Emplea 1697,99 días en completar una órbita alrededor del Sol.

## Características físicas
La magnitud absoluta de 1998 FX56 es 15,1. 